# Disselslot
Een disselslot is een voorziening waardoor wordt voorkomen dat een dissel door onbevoegden wordt gekoppeld aan een trekhaak.
De dissel is in dit geval het voorste deel van een aanhangwagen, waarmee de aanhangwagen aan het trekkend voertuig wordt gekoppeld. Een disselslot bestaat meestal uit een metalen koker die over het uiteinde van de dissel wordt geschoven en daaraan wordt bevestigd, waardoor de kom aan het uiteinde van de dissel niet meer op de kogel van de trekhaak kan worden gelegd. Er bestaan ook varianten waarbij een speciale metalen bolvormig object wordt geplaatst in de opening waar de kogel van de trekhaak zit tijdens het rijden. Die 'bol' is met een bijbehorende sleutel te vergrendelen.